# Warwick Anderson
Warwick Hugh Anderson (nascido em 10 de dezembro de 1958), médico, poeta e historiador, é professor de Política, Governança e Ética no Departamento de História e no Centro Charles Perkins, Universidade de Sydney, onde anteriormente era Bolsista Laureado do Conselho de Pesquisa (2012–17). Ele também é professor honorário da Escola de População e Saúde Global da Universidade de Melbourne. Ele é membro da Academia Australiana de Humanidades, da Academia de Ciências Sociais da Austrália, da Academia Australiana de Saúde e Ciências Médicas e da Sociedade Real de Nova Gales do Sul, da qual recebeu a Medalha de História e Filosofia da Ciência em 2015 Para o ano acadêmico de 2018–19, Anderson foi o presidente Gough Whitlam e Malcolm Fraser de Estudos Australianos na Universidade de Harvard. Como historiador da ciência e da medicina, Anderson enfoca as dimensões biomédicas do pensamento racial, especialmente em ambientes coloniais, e a globalização da medicina e da ciência. Ele introduziu insights e temas antropológicos na história da medicina e da ciência; desenvolveu quadros inovadores para a análise da ciência e da globalização; e realizou pesquisas históricas sobre as culturas materiais de intercâmbio científico. Sua formulação influente dos estudos pós-coloniais da ciência e da medicina gerou um novo estilo de investigação nos estudos de ciência e tecnologia.

## Infância e educação
Anderson nasceu e foi educado em Melbourne, na Austrália, onde frequentou a Universidade High School. Seu pai, Hugh McDonald Anderson (1927–2017), foi um importante folclorista e historiador da cultura popular e literária australiana, com mais de quarenta livros em seu crédito; sua mãe, Dawn Anderson, escreveu livros sobre educação dramática e criatividade.
Anderson se formou na Escola de Medicina da Universidade de Melbourne com Bacharelado em Medicina e Bacharelado em Cirurgia em 1983. Durante o curso de medicina realizou pesquisas em neurofisiologia, sob orientação de Ian Darian-Smith, que lhe valeram o título de Bacharel em Ciências Médicas (1980). Ele foi estagiário no Hospital Real Melbourne e teve treinamento pediátrico no Hospital Real Infantil, em Melbourne, e no Hospital John Radcliffe , em Oxford. Na temporada de 1986, ele foi o médico assistente do Footscray Futebol Clube (agora AFL Bulldogs). A partir de 1987, ele trabalhou como clínico geral no interior oeste de Melbourne, onde continuou intermitentemente até 1999.
Anderson ("Dr. Androgen") foi co-apresentador do premiado programa de rádio "Spoonful of Medicine" (3RRR) de 1987–88.

## Poesia
Como estudante de medicina, Anderson começou a escrever e publicar poesia. Mais de quarenta poemas foram publicados em uma série de jornais importantes na Austrália e nos Estados Unidos. Sua coleção de poesia, Casos Difíceis, Vidas Breves (Adelaide: Ginninderra, 2011) foi selecionada em 2012 para o Prêmio Mary Gilmore da Associação para o Estudo da Literatura Australiana (ASAL).

## História da Medicina e da Ciência
Anderson completou um PhD no Departamento de História e Sociologia da Ciência na Universidade da Pensilvânia em 1992. Sua dissertação foi sobre medicina colonial americana e saúde pública nas Filipinas, e seu orientador foi Charles E. Rosenberg . Antes de se mudar para Sydney, Anderson ocupou cargos na Universidade Harvard (1992–95); a Universidade de Melbourne (1995–2000); Universidade da Califórnia, São Francisco e Universidade da Califórnia, Berkeley (2000–2003); e a Universidade de Wisconsin-Madison (2003–07). Em Melbourne, ele fundou o Centro de Saúde e Sociedade (1997), e ajudou a estabelecer a Unidade de Saúde Onemda VicHealth Koori (1998). Em Madison, ele foi presidente do Departamento de História Médica e Bioética.
Anderson foi o editor fundador de Health and History (1998) e atuou como editor associado do Jonal ETS do Sul Asiático e Estudos Pós-coloniais. Ele serviu nos conselhos da Associação Americana de História da Medicina (AAHM), da Sociedade Australiana e da Nova Zelândia para a História da Medicina, da Sociedade Australiana de Saúde, Direito e Ética, História da Medicina no Sudeste Asiático (HOMSEA), o Instituto de Estudos Pós-coloniais (Melbourne) e o Círculo do Pacífico.
Anderson recebeu uma bolsa da Fundação Memorial John Simon Guggenheim (2007–08) e foi Associado do Conselho Americano de Sociedades Eruditas (2005–06), que ocupou no
Instituto de Estudos Avançados de Princeton. Em 2013, foi bolsista no Conselho de Humanidades da Universidade de Princeton e bolsista John Hope Franklin na Universidade Duke.
Entre as principais publicações de Anderson estão:
- O Cultivo da Brancura: Ciência, Saúde e Destino Racial na Austrália (MUP 2002 e 2005, Basic 2003, Duke 2006). Recebeu o Prêmio WK Hancock da Associação Histórica Australiana (2004) e o Prêmio de Livros Básicos em História da Ciência, Medicina e Tecnologia (2001).[9] A pesquisa para este livro foi reconhecida na concessão do grau de MD (por tese) da Universidade de Melbourne (2002).[10]
- Patologias Coloniais: Medicina Tropical Americana, Raça e Higiene nas Filipinas (Duke 2006 e 2008, Ateneo de Manila 2007).[11] Recebeu o Prêmio de Ciências Sociais (2008) do Prêmio Nacional do Livro das Filipinas.[12]
- Os coletores de almas perdidas: transformando cientistas Kuru em homens brancos (Johns Hopkins 2008). Premiado com o Prêmio de História Geral do NSW Premier (2009), a Medalha William H. Welch da AAHM (2010) e o Prêmio Ludwik Fleck da Sociedade de Estudos Sociais da Ciência (2010).[13]
- Intolerant Bodies: A Short History of Autoimmunity, com Ian R. Mackay (Johns Hopkins 2014).[14] Premiado com o Prêmio de História Geral do NSW Premier (2015).[15]
- Domínios Inconscientes: Psicanálise, Trauma Colonial e Soberanias Globais, ed. com Deborah Jenson e Richard C. Keller (Duke 2011).[16]

Além disso, é autor de mais de 60 artigos e capítulos de livros.

## Estudos pós-coloniais de Ciência e Medicina
Publicou uma série de manifestos para abordagens pós-coloniais para explicar a globalização da ciência e da medicina, incluindo:
- Onde está a história pós-colonial da medicina? Boletim de História da Medicina . 1998; 72: 522–30[17]
- Tecnociência pós-colonial. Estudos Sociais da Ciência . 2002; 32: 643–58
- Histórias pós-coloniais da medicina. In: História médica: as histórias e seus significados, 285–307. Ed. John Harley Warner e Frank Huisman. Baltimore: Johns Hopkins University Press; 2004[18]
- (Com Vincanne Adams) As galinhas de Pramoedya: estudos pós-coloniais da tecnociência. In: O Manual de Estudos de Ciência e Tecnologia, 3ª ed., 181–204. Ed. Edward J. Hackett, Olga Amsterdamska, Michael Lynch e Judy Wajcman . Cambridge MA: MIT Press; 2007[19]
- Do saber subjugado aos sujeitos conjugados: ciência e globalização, ou estudos pós-coloniais da ciência? Estudos pós-coloniais . 2009; 12: 389–400[20]
- Ásia como método em estudos de ciência e tecnologia. Jornal de Ciência, Tecnologia e Sociedade do Leste Asiático . 2012; 6: 445–51[21]

## Raça e etnia no sul global
Em 2011, o Conselho de Pesquisa Australiano (ARC) concedeu a Anderson uma bolsa, tornando-o o primeiro historiador a receber este prêmio e o único candidato das humanidades a receber uma bolsa na rodada inicial. A bolsa apoiou pesquisas transnacionais comparativas na história das ideias de raça e diferença humana no Sul Global. Esses estudos envolveram colaboradores do Brasil, Nova Zelândia e África do Sul e, ao longo da bolsa, apoiaram seis bolsistas de pós-doutorado.